# أصل تسمية إسبانيا
أصل تسمية إسبانيا مايزال بهذا الاسم محط جدل، فقد يكون الاسم الروماني القديم لأيبيريا، هسبانيا، نابعاً من الاستخدام الشعري لكلمة هيسبيريا والتي تشير إلى إسبانيا، والتي بدورها تعكس التصور اليوناني لإيطاليا بأنها «الأرض الغربية» أو «أرض غروب الشمس» (هيسبيريا) وبالتالي تكون إسبانيا هسبيريا ألتيما (أرض الغروب القاصية) كونها إلى الغرب من إيطاليا.
وقد تكون التسمية أيضاً اشتقاقاً من إسبانية البونيقية والتي تعني «أرض الأرانب» أو «الحافة»، في إشارة إلى موقع إسبانيا على الطرف الغربي للبحر الأبيض المتوسط؛ تظهر النقود الرومانية في المنطقة من عهد هادريان شخصية أنثى وأرنب عند قدميها. هناك أيضاً اعتقادات بأن كلمة إسبانيا مشتقة من الكلمة الباسكية إزبانا ومعناها «الحافة» أو «الحدود»، وهي إشارة أخرى إلى حقيقة أن شبه جزيرة أيبيريا تشكل الجنوب الغربي من القارة الأوروبية.
بينما يقترح الإنساني أنطونيو دي نبريخا أن كلمة هسبانيا تطورت من كلمة هيسباليس الأيبيرية، ومعناها «مدينة العالم الغربي». وفقاً لبحث جديد قام به خيسوس لويس كونكيلوس ونشر في عام 2000 باسم غراماتيكا فينيسيا اليمينتال (القواعد الأساسية الفينيقية)، يعود جذر المصطلح -سبان إلى -سبي وهو ما يعني «صهر المعادن». ولذلك i-spn-ya تعني «الأرض التي يجري صهر المعادن فيها».

## اُنظر أيضًا
- قائمة أصول تسميات الدول
- تسمية فرنسا
- تسمية المغرب